# Campeonato Mundial de Rugby M19 División A de 2000
El Campeonato Mundial de Rugby M19 de 2000 se disputó en Francia y fue la trigésima segunda edición del torneo en categoría M19.

## Resultados

### Dieciseisavos de final
| 14 de abril | Sudáfrica | 48 - 22 | Japón |  |  |

| 14 de abril | Francia | 98 - 0 | Chile |  |  |

| 14 de abril | Canadá | 13 - 47 | Escocia |  |  |

| 14 de abril | Gales | 43 - 14 | Uruguay |  |  |

| 14 de abril | Nueva Zelanda | 82 - 0 | España |  |  |

| 14 de abril | Argentina | 50 - 13 | Italia |  |  |

| 14 de abril | Rumania | 20 - 49 | Irlanda |  |  |

| 14 de abril | Australia | 34 - 17 | Inglaterra |  |  |

### Cuartos de final 9° al 16° puesto
| 17 de abril | Canadá | 16 - 20 | Uruguay |  |  |

| 17 de abril | Japón | 27 - 11 | Chile |  |  |

| 17 de abril | Rumania | 3 - 82 | Inglaterra |  |  |

| 17 de abril | España | 6 - 32 | Italia |  |  |

### Cuartos de final 1° al 8° puesto
| 17 de abril | Sudáfrica | 5 - 25 | Francia |  |  |

| 17 de abril | Escocia | 18 - 18 | Gales |  |  |

| 17 de abril | Australia | 14 - 12 | Irlanda |  |  |

| 17 de abril | Nueva Zelanda | 29 - 3 | Argentina |  |  |

### Semifinal 13° al 16° puesto
| 20 de abril | España | 8 - 16 | Rumania |  |  |

| 20 de abril | Chile | 32 - 17 | Canadá |  |  |

### Semifinal 9° al 12° puesto
| 20 de abril | Italia | 3 - 24 | Inglaterra |  |  |

| 20 de abril | Japón | 34 - 12 | Uruguay |  |  |

### Semifinal 5° al 8° puesto
| 20 de abril | Argentina | 10 - 17 | Irlanda |  |  |

| 20 de abril | Sudáfrica | 32 - 26 | Escocia |  |  |

### Semifinales Campeonato
| 20 de abril | Francia | 29 - 0 | Gales |  |  |

| 20 de abril | Nueva Zelanda | 5 - 5 | Australia |  |  |

### 15° puesto
| 23 de abril | España | 10 - 5 | Canadá |  |  |

### 13° puesto
| 23 de abril | Rumania | 6 - 10 | Chile |  |  |

### 11° puesto
| 23 de abril | Italia | 11 - 6 | Uruguay |  |  |

### 9° puesto
| 23 de abril | Inglaterra | 34 - 17 | Japón |  |  |

### 7° puesto
| 23 de abril | Argentina | 39 - 19 | Escocia |  |  |

### Quinto puesto
| 23 de abril | Sudáfrica | 15 - 31 | Irlanda |  |  |

### Tercer puesto
| 23 de abril | Gales | 8 - 34 | Nueva Zelanda |  |  |

### Final
| 23 de abril | Francia | 14 - 0 | Australia |  |  |

| Bandera de Francia   |
| Campeón Francia      |
| Décimo noveno título |